# TR-85
TR-85 е румънски основен боен танк. Танкът е вариант на съветския Т-55. TR-85 е разработен през 1978 г., а серийно производство започва през 1986 г.

## Варианти
- TR-85M – подобрен вариант с добавки към купола на танка.[1]
- TR-85 M1 „Бизонул“ – това е модернизиран вариант с по-мощен двигател, нова система за контрол на огъня – Циклоп-М1 и др. Танкът е оборудван с лазерни датчици, които могат да улавят отразена лазерна радиация.
- TR-85M2 – минимални подобрения.

## Оператори
- Румъния – Румънските сухопътни войски са единственият оператор на TR-85. Разполагат с 300 танка (56 модернизирани до вариант TR-85 M1).